# Hævn
 "Gengæld" omdirigeres hertil. For andre betydninger af Gengæld, se Gengæld (flertydig).
Hævn består i ønsket om at ramme en person eller en gruppe personer, som har udført en skadevoldende handling eller foretaget en krænkelse, hvad enten denne er reel eller blot oplevet. Man vil gøre et regnskab op, og derfor er et vigtigt aspekt gensidighed (eller: reciprocitet). Selv om hævnen derved forsøger at gøre forholdet mellem parterne lige igen, har den et mere ødelæggende end konstruktivt mål. Den, som søger hævn, (den hævngerrige) kan have et ønske om at lade skadevolderen gennemgå det samme som ham selv eller om at sikre, at skadevolderen ikke er i stand til at gøre det samme igen.
Forholdet mellem hævnen og den oprindelige handling kan enten tilstræbes at være proportionalt, som det f.eks. fremgår af det Gamle Testamentes ord om øje for øje, tand for tand i sager om falsk vidnesbyrd, eller der kan tillægges et element af straf. I begge tilfælde kan der være tale om, at hævnen giver anledning til fornyede skadevoldende handlinger mellem parterne – en udvikling, som kan komme helt ud af kontrol. 
Begrebet hævn har spillet en betydelig rolle siden oldtiden og indgår som element i mange kulturer, hvad der fremgår af så forskellige kilder som det Gamle Testamente, de græske tragedier og den nordiske sagadigtning.

## Aspekter af hævn

### Tidsmæssig forskydning
Til forskel fra en kamp eller et slagsmål, hvor aktion og reaktion indtræffer umiddelbart efter hinanden og uden synderligt overlæg, tages hævnen kortere eller længere tid efter krænkelsen og undertiden efter en nøje kalkyle.

### Ære, individualitet og kollektivitet
Hævn er ofte forbundet med begrebet ære, men ikke nødvendigvis individuel ære. I nogle kulturer spiller det individuelle aspekt en meget mindre rolle end det kollektive.
Ofte vil den krænkede (eller én på den krænkedes vegne) hævne sig direkte på dén der har forårsaget krænkelsen, men der er mange eksempler på at hævnen sker på en anden – både når hævnen opfattes som et personligt og som et kollektivt anliggende.

### Duellen, et eksempel på individuel reciprocitet
Et særlig eksempel på reciprocitet findes i duellen, hvor den krænkede udfordrer krænkeren til tvekamp med henblik på at skaffe sig udligning eller æresoprejsning. Kampen skal gennemføres efter særlige principper der vedrører hvem der må deltage, hvordan kampen skal føres og hvordan den skal afsluttes.

### Proportionalitet
Når hævn følger forskrifter – som i albansk sædvaneret, der hviler på kollektive principper – tilstræbes der proportionalitet mellem den krænkende handling og hævnen, men der kendes mange eksempler på at hævnen har været voldsommere end den krænkende handling. Proportionalitetsbegrebet er i øvrigt også et centralt begreb i strafferetten.

### Fejder og evt. mægling
I nogle kulturer kan krænkelse og hævn udvikle sig til langvarige fejder, typisk mellem slægter eller klaner. Disse fejder er ofte ødelæggende for det normale samfundsliv.
I den Nordalbanske sædvaneret er der tale om en sammensat tradition. På den ene side har det været en udbredt opfattelse at krænkelser skulle udlignes. Men det skulle på den anden side ikke nødvendigvis ske ved hævn. Hvis de ældste i landsbyen eller slægten fandt at der var tale om et rent uheld eller om at en enkelt eller to brushoveder havde forløbet sig, kunne det ske at man tog initiativ til mægling. Forudsætningen for at mægling og udsoning kunne gennemføres synes dog at have været at der var bred enighed herom på begge sider.
Edith Durham beretter om flere tilfælde af at en konflikt kunne afblæses, hvis én af parterne var parat til at betale blodpenge – eller hvis de respektive mandsforsamlinger blev enige om at tiden var inde til forsoning. I så fald beseglede man ofte den nye forbrødring med giftermål på tværs af de stridende parter.

## Statsmagten
I den historiske udvikling – og i takt med at der etableres en statsmagt – er det almindeligt at hævn og slægtsfejder forbydes. I samfund hvor en statsmagt ikke er i stand til at sætte sig igennem er der mange eksempler på at lokal sædvaneret (med regler for hævn og fejde) opretholdes. En sådan sædvaneret kan være regelstyret (kodificeret) selv om den er mundtlig.
Når en stat, både en stat der ledes af en enevældig fyrste og en demokratisk stat, generelt forbyder hævn og slægtsfejder er det fordi det hører til en stats raison d'être – eller idé – at have monopol på domfældelse, straffuldbyrdelse og anden magtanvendelse.

## Fejder i bandekulturer
Hævn og fejder kendes i nutiden i både ikke-moderne og  moderne samfund som bander og i kriminelle kredse. Også her er der tale om reciprocitet: som når en rockerbande vil hævne sig på en, der har forladt banden, eller vil hævne krænkelser fra en konkurrerende bande. I mange tilfælde synes det dog som om, at man med hævnen vil markere sin magtssfære og vise, hvad man vil acceptere.

## Hævn i indvandrermiljøer
Der har i de senere år været flere tilfælde af en særlig type af hævn og hævndrab i de nordiske lande, nemlig i indvandrermiljøerne. Disse drab er udløst af at en datter (eller en søn) ikke har ønsket at gifte sig med dén, som familiens overhoved har indgået aftale om – og som i stedet har giftet sig med én den pågældende selv foretrak. Ægteskabsaftalen er ofte indgået mellem overhovederne for de berørte to familier og uden datterens (eller sønnens) udtrykkelige accept. Undertiden er det familiens overhovede der har begået hævndrabet, undertiden en bror, en onkel eller fætter. Som begrundelse er givet at datteren (sønnen) krænkede familiens ære. Hævndrabene er (så vidt vides i alle tilfælde) sket i muslimske miljøer, selv om tvangsægteskab ikke kan anses for at være i overensstemmelse med Koranen.

## Hævn og moderne ret; international ret
Når man i et moderne samfund udarbejder eller reviderer sin strafferet, lægger man vægt på flere forskellige forventninger og principper. Ét af de hensyn man tager er at de krænkede for en forbrydelse – eller eventuelt de efterladte – skal kunne erkende at krænkeren straffes i et passende omfang. Årsagen er – formentlig – at man på den ene side finder det rimeligt i sig selv at krænkere straffes, og på den anden side at man vanskeligere kan afholde de krænkede fra selv at hævne sig, hvis ikke statsmagten har gennemført retsforfølgelse.
Det er af tilsvarende grunde at det internationale samfund har etableret Den Internationale Straffedomstol. Ligedes, at FN etablerede Det internationale tribunal til pådømmelse af krigsforbrydelser i det tidligere Jugoslavien – og et tilsvarende tribunal for forbrydelser i Rwanda.
Danske jurister har medvirket i dette internationale system. Således er professor Frederik Harhoff nu dommer ved Det internationale tribunal til pådømmelse af krigsforbrydelser i det tidligere Jugoslavien efter han tidligere var retschef ved tribunalet. Tidligere var forhenværende landsdommer Hans Henrik Brydensholt dommer ved tribunalet.
I dansk ret har man i de senere år gennemført forsøg med konfliktmægling i visse typer af sager.

## Hævn hos dyr
Hævnagtig adfærd forekommer også hos dyr. 
Gøgen og en bestemt amerikansk spurvefugl (Molothrus ater), der lægger æg i andre fugleartes reder, udfører mafialignende adfærd. 
Hvis værtsfuglen ikke acceptere det fremmed æg, kan disse parasitiske fugle have tendens til at ødelægge værtsfuglens rede.

## Traditioner i forskellige geografiske områder
Der er for få eller ingen kildehenvisninger i denne artikel, hvilket er et problem. Du kan hjælpe ved at angive troværdige kilder til de påstande, som fremføres i artiklen.

- Oldtidens Grækenland: Hævnen er et centralt begreb i en tragedie som Sofokles' Ødipus.

- Albanien: Slægtsfejder og blodhævn er centrale begreber i nordalbansk sædvaneret, der – som typisk for sædvaneret – er en kasuistisk ret. I middelalderen blev der gjort flere forsøg på at samle sædvaneretten. Et af de mest berømte er Lekë Dukagjins Kanun, der udkom i første del af 1900-tallet. Kanun er beskrevet af mange både faglitterære og skønlitterære forfattere som  Edith Durham og Ismail Kadare. Slægtsfejder og blodhævn blev bekæmpet af både kong Zog og af det kommunistiske styre under Enver Hoxha, og tog et opsving efter Hoxha-styrets sammenbrud. Der er  gjort forsøg på at forsone parterne i specifikke fejder ved konfliktmægling.

- Italien: Slægtsfejder og blodhævn findes i alle de italiske ormåder. Herfra stammer begreberne vendetta (der nærmest betyder fejde) og  omertà (der nærmest betyder tavshed over for myndighederne).

- Korsika: Socialantropolog Anne Knudsen har beskrevet slægtsfejder og blodhævn på Korsika i sin disputats.

- Norge og Island: Slægtsfejder og blodhævn omtales i den islandske sagadigtning.

- Danmark:  Ole Fengers disputats Fejde og mandebod. Studier over slægtsansvaret i germansk og gammeldansk ret (1971) er ét af de mest centrale værker fra nyere tid.

### Duel
- Sune Christian Pedersen, På liv og død. Duellens historie i Danmark, København 2003.

### Sædvaneret blandt albanere

#### Bøger og artikler
- The Code of Lekë Dukagjini, Albanian Text Collected and Arranged by Shtjefën Gjeçov, translated by Leonard Fox, Gjonlekaj Publishing Company, New York, 1989.
- Edith Durham: High Albania, 1st edition 1909
- Ismail Kadaré: Broken April. 1' udgave 1982. Dansk udgave, København 2000.
- Margaret Hasluck: The Unwritten Law in Albania, Cambridge University Press, 1954.
- Bjørn Andersen: Albanske studier, København 2002, bd. 2, s. 225-284. Gennemgang af relevant litteratur.
- Bjørn Andersen: Slægtsfejder og blodhævn i To skridt frem? Albanien i en brydningstid, København 2005. Heri diskuteres en ny albansk rapport og Kadaré´s roman og orienteres om forsøg på konfliktmægling

#### Film
- Saimir Kumbaro: The End of the Vendetta (optaget med dansk støtte)
- Fulvio Mariani og Elvira Dones: Inchiodato
- Martin Scorsese: "Cape Fear"
- Quentin Taretino: "Kill Bill vol. 1", "Kill Bill vol. 2"
- Susanne Bier og Anders Thomas Jensen: "Hævnen" 2010

### Korsika
- Anne Knudsen: En Ø i Historien. Korsika. Historisk antropologi 1730-1914 (disputats), København 1989. Disputatsen er omtalt og diskuteret mange steder, bl.a. i Bjørn Andersen: Albanske studier, Kbhvn. 2002, s. 260-280.